# Gramps
Gramps (dawniej GRAMPS – Genealogical Research and Analysis Management Programming System) – program genealogiczny, napisany w języku Python, dostępny na licencji GNU GPL. Program istnieje w wersji polskojęzycznej. Dostępny jest na większość platform uniksowych oraz – począwszy od gałęzi 2.2.x – na systemy operacyjne z rodziny Windows.
Gramps dysponuje wszystkimi funkcjami oprogramowania genealogicznego. Za jego pomocą można prowadzić ewidencję osób, związki istniejące pomiędzy nimi a także dołączać multimedia. Program oferuje wiele graficznych raportów, a także – dzięki licencji i pomocy deweloperów – możliwości tworzenia raportów własnych. Obsługuje powszechnie wykorzystywany w genealogii komputerowej format plików GEDCOM.
Na stronie projektu, obok wersji programu gotowych do pobrania, można także znaleźć pliki z obrazami ISO Linux Genealogy LiveCD. Dzięki nim możliwe jest utworzenie płyty CD, zawierającej oprogramowanie genealogiczne, którą można wykorzystywać bez konieczności instalowania na swoim komputerze Linuksa.